# Vanderhorstia papilio
Vanderhorstia papilio és una espècie de peix de la família dels gòbids i de l'ordre dels perciformes.

## Morfologia
- Els mascles poden assolir 4,1 cm de longitud total.
- Nombre de vèrtebres: 26.[4]

## Hàbitat
És un peix marí, de clima temperat i demersal que viu entre 40-50 m de fondària.

## Distribució geogràfica
Es troba a les Illes Ryukyu (el Japó).

## Observacions
És inofensiu per als humans.